# Curt-Heinz Merkel
Curt-Heinz Merkel (Hamburg, 22 november 1919 - Berlijn, 25 februari 2000) was minister voor handel en distributie in de DDR.
Merkel werkte voor de oorlog als commercieel medewerker in Hamburg. In 1938 werd hij lid van de NSDAP. Tijdens de Tweede Wereldoorlog was hij soldaat. Na de oorlog werkte hij bij de Handelsorganisation (HO), die in de DDR verantwoordelijk was voor de levensmiddelenhandel. Hij werkte voor het opleidingsinstituut van de HO in Zeitz.
Hierna studeerde hij aan de Deutsche Verwaltungsakademie in Forst Zinna. Hierna maakte hij verdere carrière en was vanaf 1959 tot 1963 eerst staatssecretaris en vervolgens minister voor handel en distributie. Van 1969 tot 1986 was hij directeur van het HO-district Berlijn.